# 天囷增十八
波江座7，又名BD-03 478，HD 18760、SAO 130242、HR 904，是波江座的一颗恒星，视星等为6.11，位于銀經180.47，銀緯-50.7，其B1900.0坐标为赤經2h 55m 48.5s，赤緯-3° -50.7′ 32″。